# Campeonato de España de Primera División de balonmano 1957-58
El Campeonato de España de Primera División de balonmano de la temporada 1957-58 se disputó en las localidades barcelonesas de Sabadell, Granollers y Barcelona entre los días 8 y 13 de abril de 1958. Fue la VII edición de dicho campeonato.

## Sedes
Los encuentros se desarrollaron en las siguientes pistas:
- Palacio Municipal de Deportes (Barcelona).
- Pista del CB Granollers (Granollers).
- Pista Cervantes (Sabadell).

## Participantes
- Valencia: Ademar (Valencia), Altos Hornos (Sagunto), Español FJ (Valencia) y Obras del Puerto (Alicante).
- Cataluña: FC Barcelona, CD Sabadell y CB Granollers.
- País Vasco: CD Amaikak Bat, Carmelo y San Fernando (los tres de San Sebastián).
- Aragón: Iberia (Zaragoza) y Andorra.
- Galicia: Traviesas y CD Don Bosco (ambos de Vigo).
- Madrid: CA Madrid y Real Madrid CF.
- Andalucía: Cultural Española (Córdoba).
- Baleares: La Salle (Palma de Mallorca).

Los dieciocho equipos participantes fueron divididos en seis grupos de tres, de los que los campeones y los dos mejores subcampeones pasaban a disputar los cuartos de final.

## Resultados y clasificaciones
(En negrita, equipos clasificados para la siguiente ronda).
- At. Madrid 28-9 Traviesas de Vigo
- Barcelona 19-11 At. Madrid
- Barcelona 27-5 Traviesas de Vigo

(Clasificación: Barcelona 4, At.Madrid 2, Traviesas de Vigo 0)
- Sabadell 27-15 Ademar de Valencia
- Sabadell 17-9 Carmelo de San Sebastián
- Carmelo de San Sebastián 29-13 Ademar de Valencia

(Clasificación: Sabadell 4, Carmelo de San Sebastián 2, Ademar de Valencia 0)
- Obras del Puerto de Alicante 23-12 La Salle de Baleares
- La Salle de Baleares 7-17 San Fernando de San Sebastián
- Obras del Puerto de Alicante 11-8 San Fernando de San Sebastián

(Clasificación: Obras del Puerto de Alicante 4, San Fernando de San Sebastián 2, La Salle de Baleares 0)
- Amaikak Bat de San Sebastián 16-6 Cult. Española de Córdoba
- Español FJ de Valencia 17-10 Cult. Española de Córdoba
- Amaikak Bat de San Sebastián 15-14 Español FJ de Valencia

(Clasificación: Amaikak Bat de San Sebastián 4, Español FJ de Valencia 2, Cult. Española de Córdoba 0)
- Granollers 22-5 Altos Hornos de Sagunto
- Granollers 17-10 Iberia de Zaragoza
- Iberia de Zaragoza 17-12 Altos Hornos de Sagunto

(Clasificación: Granollers 4, Iberia de Zaragoza 2, Altos Hornos de Sagunto 0)
- Dom Bosco de Vigo 13-17 Andorra Teruel (R Madrid)
- R. Madrid 23-10 Andorra Teruel
- R. Madrid 26-7 Dom Bosco de Vigo

(Clasificación: R. Madrid 4, Andorra Teruel 2, Dom Bosco de Vigo 0)
Cuartos Final:
- At. Madrid 19-6 San Fernando de San Sebastián
- Barcelona 19-14 Obras del Puerto de Alicante
- Granollers - R. Madrid (el Real Madrid no se presentó al encuentro).
- Sabadell 12-10 Amaikak Bat de San Sebastián

Semifinales:
- Granollers 12-10 At. Madrid
- Barcelona 13-11 Sabadell

Partido por el 3º y 4º puesto:
At. Madrid 13-12 Sabadell

Final:
Barcelona 6-12 Granollers

## Resumen
- Campeón: CB Granollers
- Subcampeón: FC Barcelona
- Tercero: CA Madrid
- Cuarto: CD Sabadell
- Cuartofinalistas: San Fernando, Obras del Puerto, Real Madrid CF y CD Amaikak Bat
- Eliminados en la fase de grupos: Traviesas, Carmelo, Ademar, La Salle, Español FJ, Cult. Española, Iberia, Altos Hornos, Andorra y CD Dom Bosco.